# 蔡世昌
蔡 世昌（さい せいしょう、1737年頃－1798年）は、琉球王国の政治家。字は汝顕。官は紫金太夫で、高島親方と号する。

## 人物・生涯
久米村の蔡氏13世目にあたり、三司官を務めた蔡温の親戚にあたった。1758年に官生に選ばれて蔡温の許に挨拶に行った際、若いころ官生に選ばれることがなかった蔡温は「詞章の学を専らとせず、治国平天下の道を学ぶよう」に諭した。北京の国子監に留学した蔡世昌は官生始まって以来とされる優れた成績を修め、1762年には卒業が認められて帰国を許された。
その後、進貢使として度々清国に渡り、また琉球科律の編纂にも参加した。こうした功績が認められて1782年には紫金太夫に任じられて高島親方の称号が許された。尚温王が即位すると国師に任じられ、国学の設置・官生の久米村出身者独占の廃止などの教育改革を進めた。だが、それは故郷である久米村の人々との対立を招いた。蔡世昌は久米村の人々から改革反対の建議書への署名を求められた際にこれを拒否して人々の反感を買い、やがて改革の主導者が蔡世昌であることが明らかになると彼は故郷の裏切者として糾弾され、久米村の自宅が襲われたり、自身や家族が攻撃を受けたりした。その結果、1798年8月には官生騒動と呼ばれる久米村関係者に対する粛清が行われるに至った。このことに心を痛めた蔡世昌は病に倒れ、同年9月の国学開学に際して初代の学師に任命されたものの、開学直前に病没してしまった。